# Monte Tūtoko
El monte Tūtoko es el pico más alto del Parque Nacional de Fiordland, en el suroeste de Nueva Zelanda. Se encuentra entre el valle de Hollyford y Milford Sound, a 15 km al norte del túnel Homer, en el extremo septentrional de los montes Darran. La montaña, cubierta de glaciares, alcanza los 2723 metros de altura y es visible desde la ruta Hollyford Track. Dos cumbres ligeramente más bajas se encuentran justo al sur del pico principal.
La primera ascensión al Tūtoko la realizaron Samuel Turner y Peter Graham en 1924, cuando escalaron la cresta noroeste.
La montaña fue bautizada por James Hector, que visitó la zona en 1863, en honor a Tūtoko, un jefe maorí (rangatira) que vivía en Martins Bay, cerca de la desembocadura del río Hollyford. El nombre de la montaña se oficializó como Monte Tūtoko el 21 de junio de 2019.

## Galería

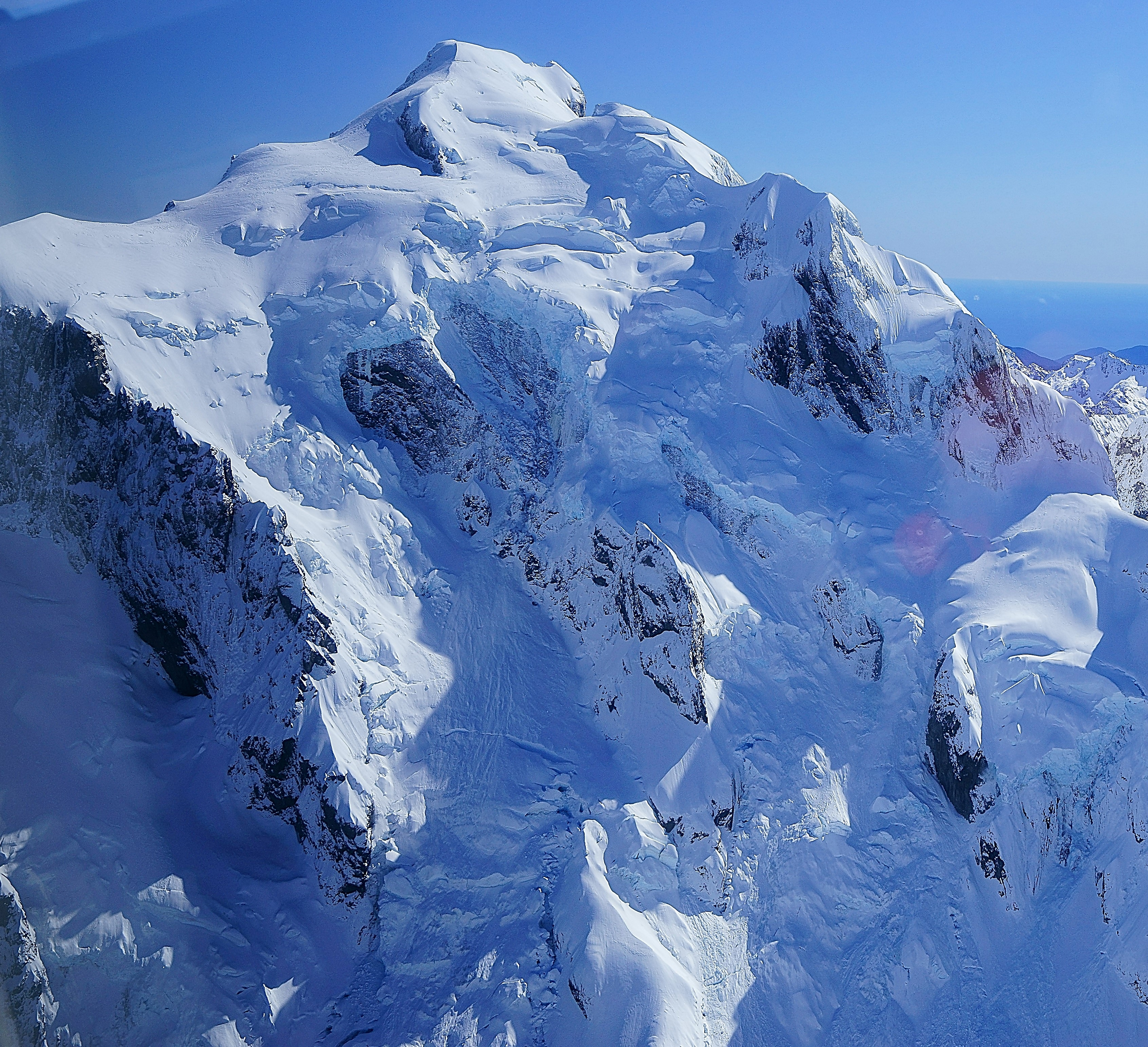
Vista aérea de la cara sur del monte Tūtoko
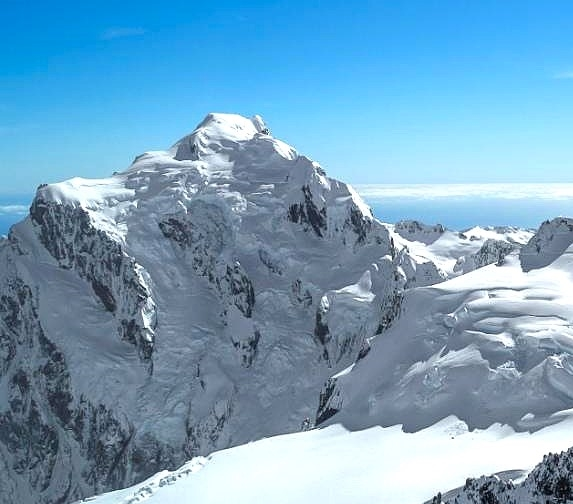
Vista aérea de la orientación sur